# 田村真佑
田村真佑（日语：／ Tamura Mayu */?，1999年1月12日—）是日本偶像藝人，為女性偶像团体乃木坂46成員，埼玉縣出身。2018年以乃木坂46四期生身分出道。

## 經歷
初中時曾參加壘球社。在升讀高中遭遇挫折時，參加了AKB48的徵選，但最後仍落選了。
2018年，认为20岁那年是最后一次机会，参加了坂道共同徵選。2018年8月19日，通過坂道共同徵選。11月30日，官網上公布個人簡歷。12月3日，於日本武道館舉辦的「乃木坂46四期生見面會」中首次公開亮相。
2019年1月11日，與齋藤飛鳥、鈴木絢音、伊藤純奈、佐佐木琴子、寺田蘭世、梅澤美波在乃木神社一起舉行成人式。5月7日，乃木坂46四期生部落格開設。以每日1名成員的方式輪流撰寫，田村於5月14日開始，每隔12天撰寫一篇部落格。10月和11月上演的《乃木坂46版音樂劇 美少女戰士》中，飾演了爱野美奈子。
2020年4月1日，接替成員堀未央奈，開始在广播节目《RECOMMEN！》擔任週三助理主持人。4月27日，田村的個人官方部落格於乃木坂46官方網站正式開通。11月16日播出的《乃木坂工事中》，田村在乃木坂46第26張單曲《我會喜歡上自己的》首次獲選為選拔成員。
2021年6月9日發行的乃木坂46第27張單曲《對不起Fingers crossed》的收錄曲《燙口的洋甘菊茶》中首次擔任Center。
2022年8月31日發行的乃木坂46第30張單曲《喜歡是件搖滾的事！》中首次獲選為福神。
2023年8月1日，發行第一本個人寫真集《墜入愛河的瞬間》（恋に落ち瞬間），於帛琉和美國關島拍攝。以6.1萬本的銷量取得Oricon公信榜書籍週榜寫真集和綜合部門第1位。同年的書籍年榜寫真集部門則為第7位。
2024年7月，田村與池田瑛紗、一之瀨美空、小川彩、菅原咲月組成乃木坂46的企劃子團體「真佑糖協會」。
2025年6月16日，田村的第一本寫真集Instagram帳號轉為個人使用。

## 人物
田村的暱稱是真佑糖（まゆたん）和真佑醬（まゆちゃん）。最喜欢的食物是汉堡排、炖牛肉、烤肉、米饭和水果馅饼。興趣是吃美味的食物和尋找有趣的動漫。最喜欢的动物是猫。擅長的料理是是蛋包飯。有一個姐姐和一個哥哥。

### 乃木坂46
田村是四期生中最年長的成員，也常擔任四期生們的協調角色。應援色是紫色和水色。

## 音樂作品
- 標註「★」符號表示該首歌曲有拍攝MV。

### 單曲
乃木坂46
|      | 發行日期       | 單曲名稱              | 參與歌曲名稱          | MV | 備註       |
| ---- | -------------- | --------------------- | --------------------- | -- | ---------- |
| 23rd | 2019年5月29日  | Sing Out!             | 第四道光芒            | ★  | 出道作品   |
| 24th | 2019年9月4日   | 黎明來臨前無須逞強    | 給圖書館裡的你        | ★  |            |
| 25th | 2020年3月25日  | 幸福的保護色          | I see...              | ★  |            |
| 26th | 2021年1月27日  | 我會喜歡上自己的      | 我會喜歡上自己的      | ★  | 選拔       |
| 26th | 2021年1月27日  | 我會喜歡上自己的      | Wilderness world      | ★  |            |
| 26th | 2021年1月27日  | 我會喜歡上自己的      | Out of the blue       | ★  |            |
| 27th | 2021年6月9日   | 對不起Fingers crossed | 對不起Fingers crossed | ★  | 選拔       |
| 27th | 2021年6月9日   | 對不起Fingers crossed | 一切都是一場夢        | ★  |            |
| 27th | 2021年6月9日   | 對不起Fingers crossed | 燙口的洋甘菊茶        |    | Center     |
| 28th | 2021年9月22日  | 被你罵了              | 被你罵了              | ★  | 選拔       |
| 28th | 2021年9月22日  | 被你罵了              | 熟悉的陌生人          |    |            |
| 29th | 2022年3月23日  | Actually…             | Actually...           | ★  | 選拔       |
| 29th | 2022年3月23日  | Actually…             | 過度解讀              |    |            |
| 29th | 2022年3月23日  | Actually…             | 喜歡上了              |    |            |
| 30th | 2022年8月31日  | 喜歡是件搖滾的事！    | 喜歡是件搖滾的事！    | ★  | 十一福神   |
| 30th | 2022年8月31日  | 喜歡是件搖滾的事！    | Jumping Joker Flash   | ★  |            |
| 31st | 2022年12月7日  | 不存在於此的事物      | 不存在於此的事物      | ★  | 十一福神   |
| 31st | 2022年12月7日  | 不存在於此的事物      | 錢湯狂想曲            |    |            |
| 32nd | 2023年3月29日  | 人們終將再度追夢      | 人們終將再度追夢      | ★  | 十一福神   |
| 32nd | 2023年3月29日  | 人們終將再度追夢      | 我們的道別            | ★  |            |
| 33rd | 2023年8月23日  | 獨自一人的天堂        | 獨自一人的天堂        | ★  | 十一福神   |
| 33rd | 2023年8月23日  | 獨自一人的天堂        | 某人的肩膀            |    |            |
| 33rd | 2023年8月23日  | 獨自一人的天堂        | 告別 墨西哥餅         |    |            |
| 34th | 2023年12月6日  | Monopoly              | Monopoly              | ★  | 十一福神   |
| 34th | 2023年12月6日  | Monopoly              | 手打漢堡排            |    |            |
| 35th | 2024年4月10日  | 機會平等              | 機會平等              | ★  | 十一福神   |
| 35th | 2024年4月10日  | 機會平等              | 分福茶釜              |    |            |
| 36th | 2024年8月21日  | 放縱日                | 放縱日                | ★  | 選拔       |
| 36th | 2024年8月21日  | 放縱日                | 那道光                |    |            |
| 36th | 2024年8月21日  | 放縱日                | 不黏人的小貓          |    | 真佑糖協會 |
| 37th | 2024年12月11日 | 步道橋                | 步道橋                | ★  | 選拔       |
| 37th | 2024年12月11日 | 步道橋                | 落雪之日再相見吧      |    |            |
| 38th | 2025年3月26日  | 臍橙                  | 臍橙                  | ★  | 選拔       |
| 38th | 2025年3月26日  | 臍橙                  | 懷念之情的前方        | ★  |            |
| 39th | 2025年7月30日  | Same numbers          | 不道德的夏天          | ★  |            |
| 39th | 2025年7月30日  | Same numbers          | 你與貓                |    |            |

其他
| 發行日期                                    | 單曲名稱       | 參與歌曲名稱 | MV | 備註         |
| ------------------------------------------- | -------------- | ------------ | -- | ------------ |
| 2020年6月17日（日本） 2020年6月24日（海外） | 世界中的鄰居啊 | —            | ★  | 下載限定歌曲 |

### 專輯
乃木坂46
|        | 發行日期       | 專輯名稱         | 參與歌曲名稱    | 備註   |
| ------ | -------------- | ---------------- | --------------- | ------ |
| 4th    | 2019年4月17日  | 直到此刻化成回憶 | 吻的手裏劍      |        |
| 精選輯 | 2021年12月15日 | Time flies       | 最後的Tight Hug | 主打曲 |

其他
| 發行日期      | 專輯名稱                                    | 參與歌曲名稱 | MV | 備註       |
| ------------- | ------------------------------------------- | ------------ | -- | ---------- |
| 2024年5月15日 | TM NETWORK TRIBUTE ALBUM -40th CELEBRATION- | BE TOGETHER  |    | TM NETWORK |

## 演出
- 幸福這種東西，要了幹嘛（しあわせなんて、なければいいのに。；2024年5月17日，Lemino）：飾演 瑠璃紗[35][36]

### 廣播節目
- RECOMMEN!（日语：レコメン!）（2020年4月1日－2023年3月22日，文化放送）- 星期三常規演出（助理主持）[37][38]
- ARTIST FC（2024年4月10日，文化放送）- 特別主持人[39]
- Belc呈獻 乃木坂46的跟乃木坂商量吧！（日语：ベルク presents 乃木坂46の乃木坂に相談だ!）（2024年7月19日－，FM東京）- 主持人[40]

### 舞台劇
- 乃木坂46版音樂劇 美少女戰士 2019（2019年10月10日－14日，日本：東京巨蛋城表演廳／11月22日－24日，中國：美王其大戲院）：飾演 愛野美奈子／水手金星[41]
- 大概這就是銀河鐵路之夜（2023年3月17日－4月2日，東京：紀伊國屋南方劇場 TAKASHIMAYA／4月8日－9日，愛知：愛知縣產業勞動中心／4月11日，高知：高知縣立縣民文化會堂／4月15日－16日，大阪：Sankei Hall Breeze）：飾演 美容師 莉娜[42][43]

### 網路剧
- SAMU的故事（2020年3月20日－28日，dTV（日语：dTV (NTTドコモ)））：飾演 Kimu（キム）[44]

### 網路節目
- 喜歡活生生的偶像（日语：生のアイドルが好き）（2020年11月27日－，niconico生放送）- 主持人[45]
- 朗読劇「女優偵探」～羅密歐與茱麗葉殺人事件～（2022年3月1日，Streaming+）：飾演 田代真奈[46]

### 電視動畫
- 離開A級隊伍的我，和從前的弟子往迷宮深處邁進（2025年1月11日－，日本電視台）：飾演 空拍君[47][48]

## 書籍

### 寫真集
- 墜入愛河的瞬間（恋に落ち瞬間；2023年8月1日，WANI BOOKS）[49][50]

## 外部連結
- 乃木坂46個人介紹頁（日語）
- 田村真佑 官方部落格 （页面存档备份，存于） - 乃木坂46官方網站（2020年4月27日－）（日語）
- 乃木坂46田村真佑1st写真集《墜入愛河的瞬間》【公式】的X（前Twitter）（2023年6月8日－）（日語）
- 田村真佑的Instagram帳戶（2023年6月8日－）（日語）
- 田村真佑首本写真集 特設網站 （页面存档备份，存于） - Wani Books（日語）
- 田村 真佑（乃木坂46）的SHOWROOM專頁（日語）